# Polistiren

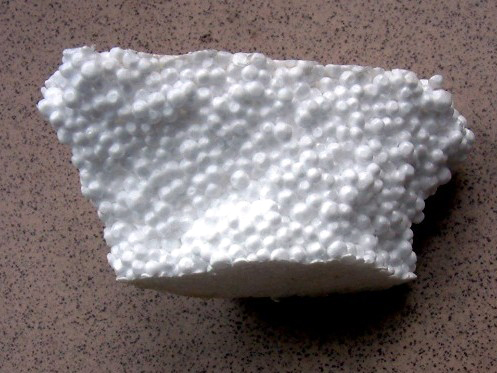
Bucată de polistiren

Polistirenul este un  material polimeric, slab transparent, amorf sau parțial cristalin, termic prelucrabil (termoplastic). Nu este un conductor electric. Se fabrică din monomer stirol, o hidrocarbură mai simplă lichidă, obținută din petrol. Polistirenul este unul din cele mai răspândite tipuri de masă plastică, cu un consum mondial (semnificativ) de miliarde de kilograme pe an.

## Caracteristici
- Este solid la temperatura camerei.
- Este prelucrabil prin încălzire (termoplastic).
- Are o temperatură de înmuiere de aproximativ 100 °C și redevine la stare solidă prin răcire.
- Este utilizat ca material industrial (de construcție) sub formă masivă sau spongioasă (buretoasă).

Densitatea polistirenului

Densitatea polistirenului este o măsură a masei acestuia pe unitatea de volum, exprimată de obicei în kilograme pe metru cub (kg/m³). În esență, densitatea indică cât de compactate sunt granulele de polistiren într-un anumit volum. Cu cât densitatea polistirenului este mai mare, cu atât materialul va avea o mai bună capacitate izolatoare termică. Un polistiren mai dens are mai puține spații de aer între granule, reducând astfel transferul de căldură.
Rezistență mecanică și stabilitatea

Densitatea influențează și rezistența mecanică a polistirenului. Un polistiren cu densitate mare va fi mai rezistent la compresiune și la alte solicitări mecanice. De exemplu, un polistiren cu densitate mare este mai potrivit pentru utilizarea în aplicații care necesită suport structural, cum ar fi sub o șapă de beton sau sub pardoseli. Polistirenul cu densitate mare este de obicei mai stabil din punct de vedere dimensional și mai durabil în timp, fiind mai puțin susceptibil la comprimare și deformare.
Tipuri de polistiren expandat

EPS este abrevierea pentru Expanded Polystyrene (Polistiren Expandat), iar numărul indică calitatea acestuia.
EPS 50:
Densitate: Aproximativ 10-15 kg/m³
Rezistență la compresiune: 50 kPa la 10% deformare
Aplicații: Izolație termică pentru acoperișuri, fațade și pereți exteriori, unde nu este necesară o rezistență mecanică ridicată.
EPS 70:
Densitate: Aproximativ 15-20 kg/m³
Rezistență la compresiune: 70 kPa la 10% deformare
Aplicații: Izolație termică și acustică pentru pereți, podele și acoperișuri, cu o capacitate portantă mai mică.
EPS 80:
Densitate: Aproximativ 18-20 kg/m³
Rezistență la compresiune: 80 kPa la 10% deformare
Aplicații: Izolație pentru pereți, podele și acoperișuri, oferind un echilibru între performanțele termice și rezistența mecanică.
EPS 100:
Densitate: Aproximativ 20-25 kg/m³
Rezistență la compresiune: 100 kPa la 10% deformare
Aplicații: Izolație pentru podele, acoperișuri și pereți care necesită o rezistență mecanică moderată.
EPS 120:
Densitate: Aproximativ 25-30 kg/m³
Rezistență la compresiune: 120 kPa la 10% deformare
Aplicații: Podele, terase, pereți de subsol sau alte suprafețe care necesită o rezistență mai mare la compresiune.
EPS 150:
Densitate: Aproximativ 30-35 kg/m³
Rezistență la compresiune: 150 kPa la 10% deformare
Aplicații: Izolație pentru fundații, sub pardoseli cu trafic intens, sau în aplicații unde este necesară o capacitate portantă ridicată.
EPS 200:
Densitate: Aproximativ 35-40 kg/m³
Rezistență la compresiune: 200 kPa la 10% deformare
Aplicații: Podele industriale, șape flotante, sau alte aplicații structurale unde sunt necesare rezistențe mecanice foarte mari.
EPS 250:
Densitate: Aproximativ 40-45 kg/m³
Rezistență la compresiune: 250 kPa la 10% deformare
Aplicații: Proiecte de infrastructură sau construcții care necesită o rezistență la compresiune extrem de ridicată.
În construcții, calitatea polistirenului trebuie sa fie de minimum ESP100 